# Richard Ludwig
Richard Ludwig (ur. 22 maja 1877 we Frankfurcie nad Menem, zm. 10 sierpnia 1946 w Königstein im Taunus) – niemiecki rugbysta, olimpijczyk, zdobywca srebrnego medalu w turnieju rugby union na Letnich Igrzyskach Olimpijskich w 1900 roku w Paryżu.
Brat Ericha Ludwiga.

## Kariera sportowa
W trakcie kariery sportowej reprezentował klub SC 1880 Frankfurt, z którym – jako przedstawicielem Cesarstwa Niemieckiego – zagrał w turnieju rugby union na Letnich Igrzyskach Olimpijskich 1900. W rozegranym 14 października 1900 roku na Vélodrome de Vincennes spotkaniu Niemcy ulegli Francuzom 17:27. Oznaczało to zdobycie przez Niemców srebrnego medalu ex aequo z Brytyjczykami, jako że zaplanowany na 21 października mecz z reprezentującym Wielką Brytanię klubem Moseley Wanderers RFC nie doszedł do skutku.
Był to jego jedyny występ w kadrze narodowej.